# Фещенко-Чоповский, Иван Адрианович
Иван Адрианович Фещенко-Чоповский (укр. Іван Фещенко-Чопівський; 20 января 1884, хутор Чоповичи близ города Малин, ныне Житомирской области — 2 сентября 1952, Абезь) — украинский политик и специалист в области химической физики, профессор Горной академии в Кракове.

## Биография
Родился в семье почтового чиновника (умершего в 1900), потомок известного казацкого рода. Основателя рода, Игната Чопа, польский король наградил за военные заслуги дворянством и землями близ Житомира, на которых был основан хутор Чоповичи.

### Семья
- Жена — Зинаида Александровна, урождённая Лукина. Умерла в 1949.
  - Дочь — Ирина Ивановна Богун, магистр экономики. Была замужем за участником украинского национального движения, политзаключённым Ильёй Богуном. Её стараниями на Украине были опубликованы книга воспоминаний об отце и его мемуарные рукописи, сохранённые в семье: «Хроніка мого життя», 1992, «Іван Фещенко-Чопівський», 2000, «220 днів Ради Республіки», 2002.
  - Сын — Юрий Иванович Чоповский, врач, общественный деятель, жил в США. Был женат на Софии, урождённой Клепачивской. Умер в 1988.
    - Внук — Чоповский, Юрий Юрьевич[укр.]

### Образование
Окончил Житомирскую гимназию (1903), Киевский политехнический институт (1908, со званием инженера-технолога; дипломный проект: «Мартеновские фабрики»). Ученик профессора В. Ижевского. Доктор технических наук (1927; диссертация посвящена проблемам цементации железа и специальных сталей с присадками кобальта, никеля, бора и бериллия.).

### Инженер в России
С 1909 — старший ассистент Киевского политехнического института. Занимался научным обоснованием создания на жести металла защитных окислов. Изучал процесс цементации элементов плугов по заданию фабрики сельскохозяйственных машин из Елисаветграда. Перед Первой мировой войной успешно сдал экзамены на званию адъюнкта и был направлен на стажировку за границу, которая не состоялась из-за начавшихся военных действий. Во время войны работал инженером во вновь образованном комитете по распределению топлива и металлов. Одновременно участвовал в украинском национальным движении, был членом организации «Товарищество украинских прогрессистов» (ТУП), выступавшей за автономию Украины.

### Политический деятель
После Февральской революции 1917 активно занимался политической деятельностью. Член Украинской партии социалистов-федералистов. В апреле 1917 был делегатом Украинского национального конгресса, на котором был избран членом Малой Рады председателем Киевской губернской национальной рады. По поручению председателя Центральной рады М. Грушевского подготовил двухтомную работу «Природні багатства України» и «Сільськогосподарські промисли», на основании которых затем были изданы книги «Економічні нариси і природні багатства та велика промисловість» и «Економічна географія України». Это были первые экономические издания на украинском языке.
В 1917—1918 — директор департамента промышленности в правительстве Центральной рады, министр промышленности и торговли. После прихода к власти гетмана П. Скоропадского вышел в отставку, за критику гетманского режима был арестован, содержался в Лукьяновской тюрьме Киева. В 1918—1919 — министр промышленности и торговли в правительстве Украинской народной республики (УНР), в 1919 — министр народного хозяйства в правительстве УНР (во время эвакуации в Винницу), заместитель премьер-министра УНР. В 1920 — глава Украинской экономической комиссии, советник дипломатической миссии УНР в Румынии. Вёл переговоры с властями Польши, в результате которых правительство УНР (находившееся уже в эмиграции) получило кредит на 200 млн польских марок. В январе — августе 1921, также в эмиграции возглавлял Раду республики в изгнании — украинский парламент на территории Польши, сформированный лидером УНР Симоном Петлюрой.

### Инженер и профессор в Польше
Затем отошёл от активной политической деятельности, занимался научно-педагогической работой в Польше. Был старшим ассистентом кафедры металлургии Варшавского политехнического института. Затем основал и возглавил металлургическую кафедру в Краковской горной академии, затем ставшую научным институтом металлургии и технической обработки металлов. Титулярный профессор, был награждён Золотым крестом заслуги. Автор многочисленных научных трудов и учебников. Член польской Академии технических наук, британского Iron and Steel Institute of Metals, американского American Society of Metals. Был консультантом по сталям и термической обработке стальных конструкций в польском военном ведомстве.
В биографии И. Фещенко-Чоповского перечислены основные сферы научных интересов учёного. Это исследования процессов химико-термической обработки специальных сталей никеля и бериллия и, кроме того,

работы в области материаловедения и металлургии: цементация железа и низкоуглеродных и специальных сталей, химико-термическая обработка металлов для повышения их прочности и стойкости против коррозии, взаимодействие железа с другими химическими элементами, структурная наследственность сплавов и «управляемая металлургия», разработка прикладных проблем металлургической промышленности и исследования магнитных материалов, а также материалов для военной техники и т. д.

Одновременно с научно-педагогической деятельностью в Кракове преподавал металловедение в нелегальной украинской Политехнике во Львове. Занимался общественной деятельность в украинских организациях в Польше — в НТШ (Научном обществе имени Шевченко) и «Просвите». Учредил фонд имени Симона Петлюры для талантливых украинских студентов, который пополнял за счёт своих доходов. Во время «украинизации» советской Украины в 1920-е годы сотрудничал с научно-техническими издательствами Харькова и Днепропетровска. В период немецкой оккупации Польши работал на металлургическом заводе в Катовице, подвергался дискриминации как славянин.

### Арест, лагерь, смерть
14 марта 1945 арестован советскими спецслужбами в Катовице и вывезен в Киев, где 5 октября 1945 был приговорён военным трибуналом войск НКВД к 10 годам лишения свободы. Первоначально работал в Киеве на восстановлении разрушенного Крещатика. Затем отбывал заключение в лагере в карельском посёлке Вяртсиля. Официально числился лаборантом, а фактически являлся главным консультантом по налаживанию работы металлургического завода. Будучи тяжело больным и истощённым человеком, морально поддерживал и учил молодых политзаключённых.
В конце 1949 вместе с другими политическими заключёнными был этапирован в Минлаг. Был помещён в лагерную больницу, где ему помогли выжить украинские врачи-заключённые. В начале 1950 как неспособный к физическому труду был переведён в инвалидный лагерь в поселке Абезь, где он скончался 2 сентября 1952.

## Память о Фещенко-Чоповском
- В 1996 экспедиция львовского общества «Пошук» нашла и обустроила могилу И. Фещенко-Чоповского в Абези; на ней был уставлен крест. Капсула с землёй из могилы была доставлена на Украину, где торжественно захоронена в могилу его отца Адриана на Путятинском городском кладбище Житомира.
- Именем И. Фещенко-Чоповского названы улицы в Житомире и во Львове.
- Также во Львове на здании Политехнического института и на доме, который учёный приобрёл незадолго до Второй мировой войны, в 2002 были открыты мемориальные доски. В том же году ему, как создателю польской металлургической научной школы, была открыта мемориальная доска в Краковской горно-металлургической академии.
- Его именем назван общественный фонд «Джерело».

## Труды
- Cementacja zelaza, niklu і kobaltu borem i berylem (1927).
- Blachy kotlow parowych (1927).
- Metaloznawstwo, тт. 1—3 (1930—1936).
- Економічна географія України (1927).